# Estola rufa
Estola rufa là một loài bọ cánh cứng trong họ Cerambycidae.